# Laïcisatie
Laïcisatie of laïcisering (v. Kerklat. laicus = leek) is het terugbrengen van een geestelijke van de Rooms-Katholieke Kerk in de lekenstand.
Bij geestelijken met een hogere wijding kan dit, met inbegrip van de ontheffing van de celibaatsverplichting, gebeuren door een dispensatie van de Heilige Stoel, door een decreet of rechterlijke uitspraak dat de wijding onder ernstige vrees ontvangen werd, of ook bij wijze van kerkelijke straf, bijvoorbeeld bij degradatie. In dit laatste geval blijft de celibaatsverplichting bestaan. Door laïcisatie verliest een geestelijke zijn ambt en alle klerikale rechten en verplichtingen. De wijding zelf kan men niet verliezen.  Terugkeer is mogelijk met verlof van de Heilige Stoel of de plaatselijke bisschop.

## Gelaïsiceerde geestelijken
- Theodore Edgar McCarrick (2019)
- Frederico Cunha (2024)
- Roger Vangheluwe (2024)